# Василёвка (Светлогорский район)
Василёвка (бел. Васілёўка) — деревня в Красновском сельсовете Светлогорского района Гомельской области Республики Беларусь.

## География

### Расположение
В 49 км на северо-запад от Светлогорска, 26 км от железнодорожной станции Мошны (на ветке Бобруйск — Рабкор от линии Осиповичи — Жлобин), 160 км от Гомеля.

### Гидрография
На реке Березина (приток реки Днепр).

## Транспортная сеть
Транспортные связи по просёлочной, а затем автодороге Бобруйск — Речица. Планировка состоит из чуть изогнутой улицы, близкой к меридиональной ориентации, к которой с северо-запада под острым углом присоединяется короткая дугообразная улица. Застройка двусторонняя, неплотная, преимущественно деревянная, усадебного типа. В 1990-е годы в деревне поселились переселенцы из загрязненных радиацией после катастрофы на Чернобыльской АЭС обителей, преимущественно из деревни Лиховня Наровлянского района.

## История
Согласно письменным источникам известна с XVIII века как селение в Паричской волости Бобруйского уезда Минской губернии. На кладбище находилась церковь, сгоревшая в 1815 году. В 1879 году обозначена в числе селений Королёвослободского церковного прихода. Согласно переписи 1897 года действовал хлебозапасный магазин. В 1916 году 2 деревни.
С 1920 года действовала школа, которая размещалась в наёмном крестьянском доме. В 1924 году школа была закрыта и вместо неё была открыта школа в соседней деревне Тумаровка. В 1930 году организован колхоз, работали бондарная мастерская и кузница. Во время Великой Отечественной войны действовала подпольная патриотическая группа. В ноябре 1943 года оккупанты полностью сожгли деревню и убили 25 жителей. В конце  40-х годов в деревне был магазин, в котором длительное время до 80 годов работал Пищик Михаил Федорович.
Председателем колхоза «Победа» с 1973 по 1983 годы был  Яков Филимонович Новик, который  погиб,  спасая  от огня поле овса.
Центр подсобного хозяйства ЧСУП «Светлогорский агрохимсервис». Расположены начальная школа, библиотека, фельдшерско-акушерский пункт, магазин, детский сад, отделение связи.

## Население

### Численность
- 2021 год — 156 жителей

### Динамика
- 1897 год — 74 двора, 433 жителя (согласно переписи)
- 1908 год — 90 дворов, 680 жителей
- 1916 год — в одной деревне — 44 двора, 284 жителя, во второй — 63 двора, 467 жителей
- 1925 год — 129 дворов
- 1940 год — 135 дворов
- 1959 год — 536 жителей (согласно переписи)
- 1970 год — 126 хозяйств, 429 жителей
- 2004 год — 111 хозяйств, 281 житель
- 2021 год — 156 жителей